# Palheta (sopros)

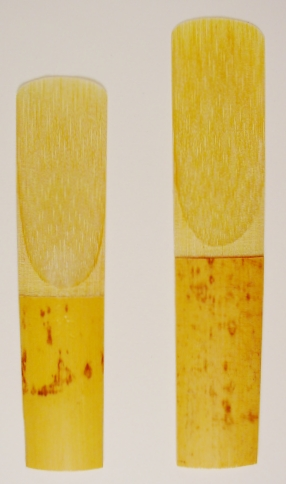
palhetas para saxofone alto e tenor.

As palhetas utilizadas em instrumentos de sopro são lâminas feitas de metal, plástico ou Cana-do-reino, que vibram com a passagem do ar para produzir o som do instrumento.
Palhetas são usadas em grande parte dos instrumentos de sopro da família das madeiras (menos as flautas) e nos instrumentos de palheta livre.

## Tipos de palhetas
Existem dois tipos básicos de palhetas para instrumentos: palhetas batentes (que podem ser simples ou duplas) e palhetas livres. As palhetas batentes também são chamadas de palhetas heterofónicas porque não são elas que produzem o som: elas funcionam apenas como órgão ativador da coluna de ar, e a altura das notas não depende das dimensões da palheta. As palhetas livres também são chamadas de palhetas idofónicas porque são elas que produzem o som: é a vibração dessas palhetas que vai produzir o som e determinar a altura da nota.

### Palheta simples
Uma lâmina de cana-do-reino, cortada e raspada de acordo com as dimensões do instrumento. A palheta simples tem formato aproximadamente retangular, com uma das extremidades arredondada e mais fina. A palheta é acoplada e presa a uma peça chamada boquilha que serve como anteparo, contra a qual a palheta vibra para produzir o som. A palheta livre pode ser feita também de materiais sintéticos, mais duráveis, mas a maioria dos músicos prefere a versão natural, por produzir uma melhor sonoridade.
Durante a execução a palheta é mantida umedecida para proporcionar perfeita vibração. O músico pode controlar a freqüência produzida através da pressão dos lábios.
Instrumentos que utilizam a palheta simples são principalmente o saxofone, o clarinete e alguns tubos das gaitas-de-fole (ver roncão).

### Palheta dupla

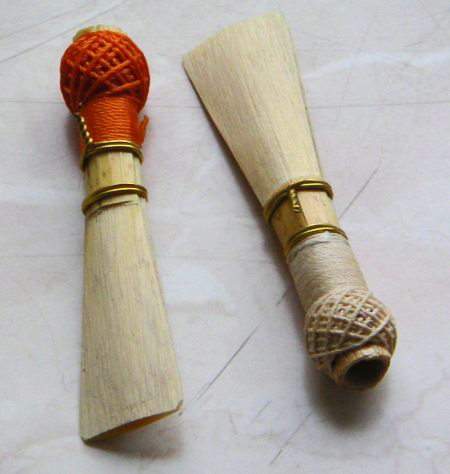
Palhetas duplas de fagote

Feita de duas lâminas de bambu ou material sintético são amarradas uma contra a outra através de um tubo de metal e cortiça, que é acoplado ao instrumento Não é necessário uma boquilha, uma vez que uma palheta está em contato com a outra. O músico pressiona as palhetas entre os lábios enquanto sopra para produzir o som. O som é produzido através da vibração das lâminas com o ar que passa entre elas.
Instrumentos que utilizam palhetas duplas são o oboé, o fagote e a gaita-de-fole (palheta do ponteiro desta última).

### Palheta livre
Palheta livre é uma lâmina de metal ou material sintético, que vibra livremente dentro de uma ranhura, com a passagem do ar. Instrumentos deste tipo utilizam palhetas afinadas, cada uma para  produzir uma freqüência específica.
Os principais instrumentos dessa categoria são as gaitas e diversos tipos de acordeão

## Outros significados
A palheta é nome de um oboé tradicional português da Beira Baixa.
- «Aerofones»
- «Exemplos sonoros»